# أوكتافيو خيرمان أوليفاريس
أوكتافيو خيرمان أوليفاريس هو سياسي مكسيكي، ولد في 22 مارس 1962 في ولاية مكسيكو في المكسيك. نشط حزبياً في حزب العمل الوطني. وقد انتخب عضو مجلس النواب المكسيك ‏.